# 백수탈출
《백수탈출》은 2003년 4월 26일부터 2003년 8월 24일까지 방영된 SBS 주말극장이다. 한편 이 드라마의 주연을 맡은 이정진(왕우람 역)은 해당 작품에 앞서 MBC 다모 캐스팅 제의를 받았지만 시작 전에 <백수탈출>로 가버려 MBC 측으로부터 항의를 받아 다모 출연이 불발되었다. 이 과정에서 이정진은 MBC 측으로부터 3억 원의 소송까지 당했고 또한 본 드라마는 부의 가치관을 왜곡했다는 지적을 사 시청률 부진을 면치 못해 조기종영됐다.

## 등장 인물

### 주요 인물
- 이정진 : 왕우람 역
- 김현수 : 최진 역 (아역 심혜원)

### 그 외 인물
- 이보영 : 차미림 역
- 심형탁 : 남궁혁 역
- 남상미 : 왕빛나 역
- 이순재 : 왕춘범 역
- 정혜선 : 김기순 역
- 이정길 : 왕천수 역
- 박원숙 : 이정애 역
- 이효정 : 왕만수 역
- 변우민 : 왕억수 역
- 윤미라 : 조창숙 역
- 양정아 : 조창미 역
- 이종만 : 고개동 역
- 김자옥 : 김기옥 역
- 사강 : 송원희 역
- 나영희 : 고영순 역
- 김학철 : 차용팔 역
- 최준용 : 김은동 역
- 최종환 : 이동민 역
- 정영숙 : 최진 할머니 역
- 박광정
- 박종설
- 이진아
- 김동균
- 김형범
- 권오영
- 김성훈
- 원숙희
- 이승형
- 황금희
- 이동훈
- 유형관
- 서권순
- 박규점
- 이경화
- 성창훈
- 장은비
- 김유철
- 민경조

## 시간대 변경
- 2003년 7월 19일 - 7시부터 피스컵 국제축구 <올랭피크 리옹 VS 성남 일화> 중계 편성에 따라 밤 9시 25분으로 이동했으며 SBS 8 뉴스는 8시 55분, 스크린은 밤 10시 25분, 그것이 알고싶다는 밤 11시 30분으로 이동했으며 솔로몬의 선택 결방
- 2003년 7월 20일 - 7시부터 피스컵 국제축구 <PSV 아인트호벤 VS LA 갤럭시> 중계 편성에 따라 밤 9시 25분으로 이동했고 SBS 8 뉴스는 8시 55분, 스크린은 밤 10시 25분, 생방송 세븐데이즈는 밤 11시 30분으로 이동